# Суворов, Родион Михайлович
Родио́н Миха́йлович Суво́ров (1 апреля 1914, Свердловская область — 9 ноября 2005, Москва) — советский лётчик разведывательной авиации ВМФ СССР в годы Великой Отечественной войны, Герой Советского Союза (31.05.1944). Майор (13.05.1947).

## Биография
Родился 1 апреля 1914 года в посёлке Висим ныне Свердловской области. Русский. Окончил 7 классов и школу ФЗО. Работал на строительстве вагонного завода в городе Нижний Тагил, затем в механических мастерских треста «Уралзолото».
В Красной Армии с января 1939 года. В декабре 1939 года окончил Пермскую военную авиационную школу, в 1940 году — Энгельсское военное авиационное училище. С ноября 1940 года служил младшим лётчиком в 24-м скоростном бомбардировочном авиационном полку ВВС Западного Особого военного округа.

## Великая Отечественная война
В Великой Отечественной войне первый боевой вылет совершил 24 июня 1941 года. Воевал на Западном фронте в составе того же полка, участвовал в оборонительной операции в Белоруссии и в Смоленском сражении. В августе 1941 года в полку не осталось самолётов и Суворов был переведён в состав 275-го ближнебомбардировочного авиационного полка, в котором воевал на Ленинградском и Волховском фронтах 3-й резервной авиационной группы. Участник битвы за Ленинград. В октябре 1941 года был ранен. К декабрю 1941 года выполнил 69 боевых вылетов на бомбежку войск противника.
В декабре 1941 — феврале 1942 года служил командиром звена разведывательной эскадрильи 218-го штурмового авиаполка ВВС Волховского фронта. В этом полку выполнил 10 боевых вылетов, в феврале 1942 года был вторично ранен.
В первой половине 1942 года прошел переподготовку в 9-м запасном бомбардировочном авиаполку в Казани, в сентябре 1942 года в составе 121-го истребительного авиационного полка направлен в Заполярье. С января 1943 года — командир звена 28-й отдельной разведывательной эскадрильи ВВС Северного флота, которая затем была включена в состав 118-го отдельного морского разведывательного авиационного полка ВВС Северного флота. Позднее стал заместителем командира эскадрильи в этом полку, летал на ближнюю и дальнюю разведку, на бомбардировку и штурмовку, осуществлял барражирование над конвоями, сопровождение бомбардировщиков.
Член ВКП(б) с 1943 года. В том же году был ранен в третий раз. Горел в самолёте, покидал его с парашютом сам и спасал тяжелораненого члена экипажа, помогая ему воспользоваться парашютом.
С. Г. Александров, П. В. Яблонских и др. «Золотые звёзды свердловчан. Сборник очерков и воспоминаний о свердловчанах - Героях Советского Союза»:

Бомбардировщики идут без прикрытия. Скоро цель. Зайдя с солнечной стороны, бомбардировщики вынырнули из облаков и ринулись на скопление врага. Остроносые бомбы скользнули к земле и, растаяв, выросли сзади черными дымными вихрями. Заход, еще заход. Самолёт тенью проносится над толчеей вражеских машин, поливая свинцом горящую колонну.
— Родион, «мессеры»! — вдруг раздается в шлемофоне тревожный голос стрелка-радиста.
Вот один стервятник пристраивается справа, другой заходит сверху. Нырок, разворот, и самолёт, отстреливаясь от наседающих врагов, пошел к своему аэродрому. Но пулеметные очереди все же настигли.
— Только бы дотянуть, только бы…— сжимая штурвал плохо слушавшегося самолёта, думал Родион.
Удалось сбить пламя, но мотор уже захлебывался. Поврежденная рука занемела. Штурман ранен. Радист не отзывается. Дымки взрывов говорят, что где-то рядом фронт, но машина упорно теряет высоту. Свободной рукой отстегнул ремни, с трудом вытащил штурмана из кабины и, раскрыв ему парашют, вытолкнул наружу. Когда прыгал сам, самолёт уже разваливался.
В сизом от дыма лесу Родион отыскал радиста, который тоже выпрыгнул с парашютом, и штурмана. Вскоре все вместе добрались к своим.
— 1967
К маю 1944 года заместитель командира эскадрильи 118-го отдельного разведывательного авиационного полка Военно-воздушных сил Северного флота капитан Родион Суворов совершил 270 боевых вылетов: 105 на бомбардировку, 124 на ближнюю разведку, 25 на дальнюю разведку, 9 на перехват и уничтожение торпедоносцев и бомбардировщиков, 7 на штурмовку. Нанёс противнику значительный урон в живой силе и боевой технике, сбив 4 немецких истребителя Me-109, уничтожив 3 эшелона с боеприпасами, 13 танков, 75 автомашин, 7 цистерн с горючим, 3 бронемашины, 4 артиллерийских орудия, свыше 500 вражеских солдат и офицеров. Обнаружил в военно-морских базах, портах и на коммуникациях противника 800 боевых кораблей, транспортов и вспомогательных судов противника, из них: 5 линкоров, 6 крейсеров, 40 миноносцев, 191 транспорт, 177 СКР, 63 СКА, 69 ТЩ, 25 МО, 3 танкера, 2 ПЛ, 157 специальных кораблей и вспомогательных судов, на переходах обнаружил 41 конвой противника. По данным воздушной разведки Р. М. Суворова по обнаруженным конвоям, боевым кораблям и транспортам противника были нанесены удары минно-торпедной и бомбардировочной авиацией. Произвел более 1000 кв. километров маршрутно-площадной аэрофотосъемки укрепленных районов, военно-морских баз, портов и аэродромов противника. Также выполнял задания по десантированию в глубоком немецком тылу советских разведчиков-парашютистов.
Указом Президиума Верховного Совета СССР от 31 мая 1944 года «за образцовое выполнение боевых заданий командования на фронте борьбы с немецкими захватчиками и проявленные при этом отвагу и геройство» капитану Суворову Родиону Михайловичу присвоено звание Героя Советского Союза с вручением ордена Ленина и медали «Золотая Звезда».
Всего за время участия в войне выполнил более 300 боевых вылетов.
В том же году Р. М. Суворов женился на Зинаиде Финогеновне (1921 - 1985), фельдшере, которая прошла всю советско-финскую войну. С 1941 года работала в ленинградском госпитале, а в 1943 году была переведена на Курскую дугу, где получила серьезное ранение. После успешной реабилитации направлена на работу в госпиталь Северного флота, где и познакомилась с будущим мужем.
В сентябре 1944 года Р. М. Суворов был отозван с фронта на учёбу. В июле 1945 года окончил Высшие курсы усовершенствования офицерского состава ВВС ВМФ.

## Послевоенное время
С лета 1945 года служил в ВВС Черноморского флота заместителем командира эскадрильи 40-го дальнебомбардировочного авиационного полка ВМФ. С ноября 1947 года служил на такой же должности в 569-м дальнебомбардировочном авиационном авиационном полку ВВС этого флота. В марте 1948 года майор Р. М. Суворов вышел в отставку по болезни.
Пришёл на работу в гражданскую авиацию. С июля 1951 года — командир экипажа самолёта Ил-12 65-го (Внуковского) авиационного отряда Московского управления транспортной авиации ГВФ. С августа 1956 года — командир экипажа самолёта Ил-14 того же управления ГВФ. С марта 1959 года — командир экипажа в составе Авиаотряда особого назначения (АОН) Московского управления транспортной авиации ГВФ, затем — командир экипажа в Авиаотряде № 235. В 1960-х годах работал в КНДР, где был личным пилотом Ким Ир Сена.
- Родион Михайлович Суворов возлагает цветы к Монументу Победы на Поклонной горе, 9 мая 2005 года. Свидетельство № 1327 пилота ГВФ второго класса Суворова Р.М.

30 апреля 1953 года экипаж Ил-12 (бортовой номер СССР-Л1777) под управлением Р. М. Суворова выполнял пассажирский рейс 35 из Москвы в Новосибирск с первой промежуточной посадкой в Казани. Поздним вечером в 19:11 с 18 пассажирами и 5 членами экипажа на борту вылетел из аэропорта Внуково и после набора высоты занял плановый эшелон 1200 метров. После прохождения Суроватихи (Нижегородская область) на рейсе 35 заметили впереди на маршруте грозовую активность, поэтому снизились до 600—700 метров, после чего обошли грозу с северной стороны. Волгу экипаж увидел в районе железнодорожного моста, после чего, следуя вдоль неё, направился к Казани, а затем на высоте 600 метров вошёл в воздушное пространство аэропорта. Самолёт летел над южным берегом реки, когда примерно за три—четыре минуты до происшествия с него запросили разрешение войти в зону круга. Это разрешение было дано, поэтому Ил-12 снизился до 300 метров.
Самолет в темноте пролетал над изгибом реки, когда в 21:37 столкнулся с утками, от которого у экипажа, с его слов, даже потемнело в глазах, после чего у обоих двигателей упала мощность, а из выхлопных патрубков появились пламя. Поняв, что произошёл пожар двигателей, экипаж попытался зафлюгировать воздушные винты, но безуспешно. Работающие теперь в режиме авторотации воздушные винты начали создавать значительное аэродинамическое сопротивление, в результате которого самолёт начал быстро терять горизонтальную скорость и высоту. В сложившейся ситуации командир воздушного судна Р. М. Суворов принял решение садиться на реку и приводнить Ил-12 в районе Казанского речного порта. После приводнения он лично вышел в салон самолёта и обратился к пассажирам с просьбой о том, чтобы они сохраняли спокойствие, не брали с собой ничего лишнего, а также немедленно эвакуировались. Поскольку экипаж оставил включёнными фары самолёта, через некоторое время это привлекло внимание проплывающих мимо рыбаков. Местные жители на своих лодках эвакуировали весь экипаж и 17 пассажиров. Один из пассажиров решил самостоятельно доплыть до берега, не дожидаясь помощи, но не рассчитал свои силы и погиб (утонул). За спасение пассажиров и экипажа командир корабля Р. М. Суворов был награждён Орденом Красной Звезды.
В 1950 году переехал во Внуково, проживал на 1-й Рейсовой улице с семьёй, в доме 3/12. Умер 9 ноября 2005 года. Похоронен в Москве на Хованском Северном кладбище.

## Награды
- Герой Советского Союза (31.05.1944)
- Два Ордена Ленина (3.02.1942, 31.05.1944)
- Орден Красного Знамени (26.03.1943)
- Два Ордена Отечественной войны 1-й степени (1.09.1943, 11.03.1985)
- Орден Красной Звезды (1953)[3]
- Медаль «За отвагу» (1.04.1942)
- Медаль «За трудовую доблесть» (1953)[18]
- Медаль «За оборону Ленинграда» (1943)
- Медаль «За оборону Советского Заполярья» (1945)
- Ряд других медалей СССР и РФ[3].

## Память
- Бюст Р. М. Суворова в числе 54 лётчиков-североморцев установлен на Аллее Славы героев-авиаторов Северного Флота, открытой 29 октября 1968 года на улице Преображенского в посёлке Сафоново ЗАТО, город Североморск Мурманской области.[19]
- Бюст Р. М. Суворова в числе шести лётчиков-североморцев, удостоенных звания Героя Советского Союза, установлен на Малой Аллее героев-авиаторов, открытой 14 августа 1982 года на улице Панина в посёлке Сафоново-1 ЗАТО, город Североморск Мурманской области.[20]
- Стенд с краткой автобиографией Р. М. Суворова установлен на Аллее Славы во Внуково, открытой 5 сентября 2018 года.[21]
- На родине героя в Висиме установлена мемориальная доска.[22]
- Имя Р. М. Суворова выбито золотыми буквами в Зале Славы в Музее Победы на Поклонной Горе, посвященному мужеству и беспримерному героизму воинов, удостоенных звания Героя Советского Союза.[23]
- Стела с именем Р. М. Суворова установлена вдоль сквера на Площади Славы в городе Висим, на родине героя.[24]